# Hanna Kvanmo
Hanna Kristine Kvanmo, född den 14 juni 1926, död den 23 juni 2005, var en norsk politiker som representerade norska socialistpartiet. Hon var riksdagsledamot 1973-1989, representant för distriktet Nordland. Hon var partiets parlamentariska ledare i Stortinget 1977–1989.
Kvanmo var medlem i Norska Nobelkommittén 1991-2002, åren 1993-1998 var hon kommitténs vice ordförande. I arbetet med Nobelkommittén var hon delansvarig för utdelningen av Nobels fredspris till bland andra Aung San Suu Kyi, Nelson Mandela, Yasser Arafat och Kofi Annan. Hennes yrke, förutom politiken, var lärare.

## Politiska åsikter
Kvanmo var mycket kritisk till Egyptens president Anwar Sadat och Israels premiärminister Menachem Begin för deras sätt att hantera fredsprocessen och förhandlingarna mellan Egypten och Israel i slutet av 1970-talet.